# Жиряков, Василий Саввич

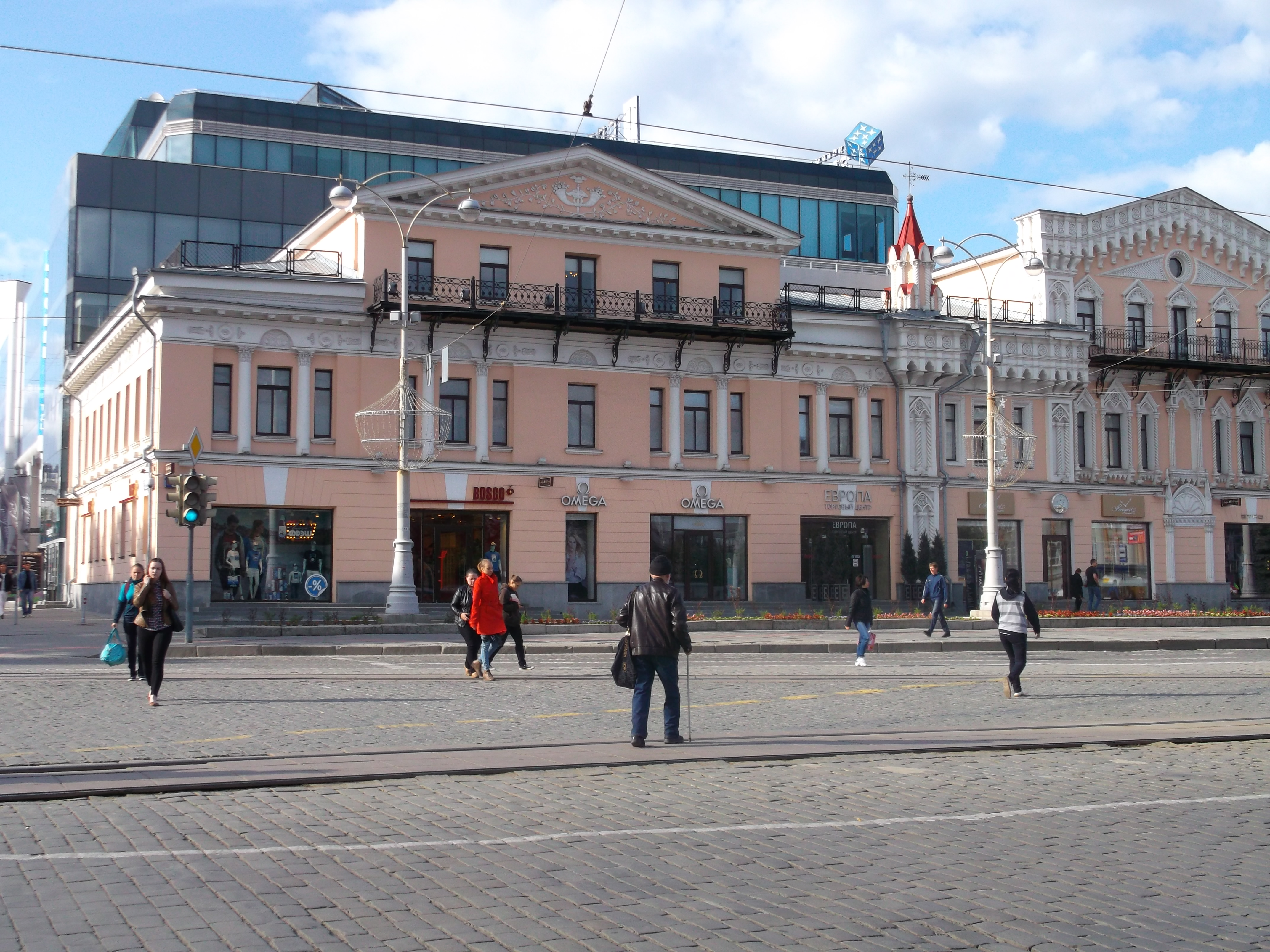
Дом Жиряковых в Екатеринбурге, проспект Ленина, 23

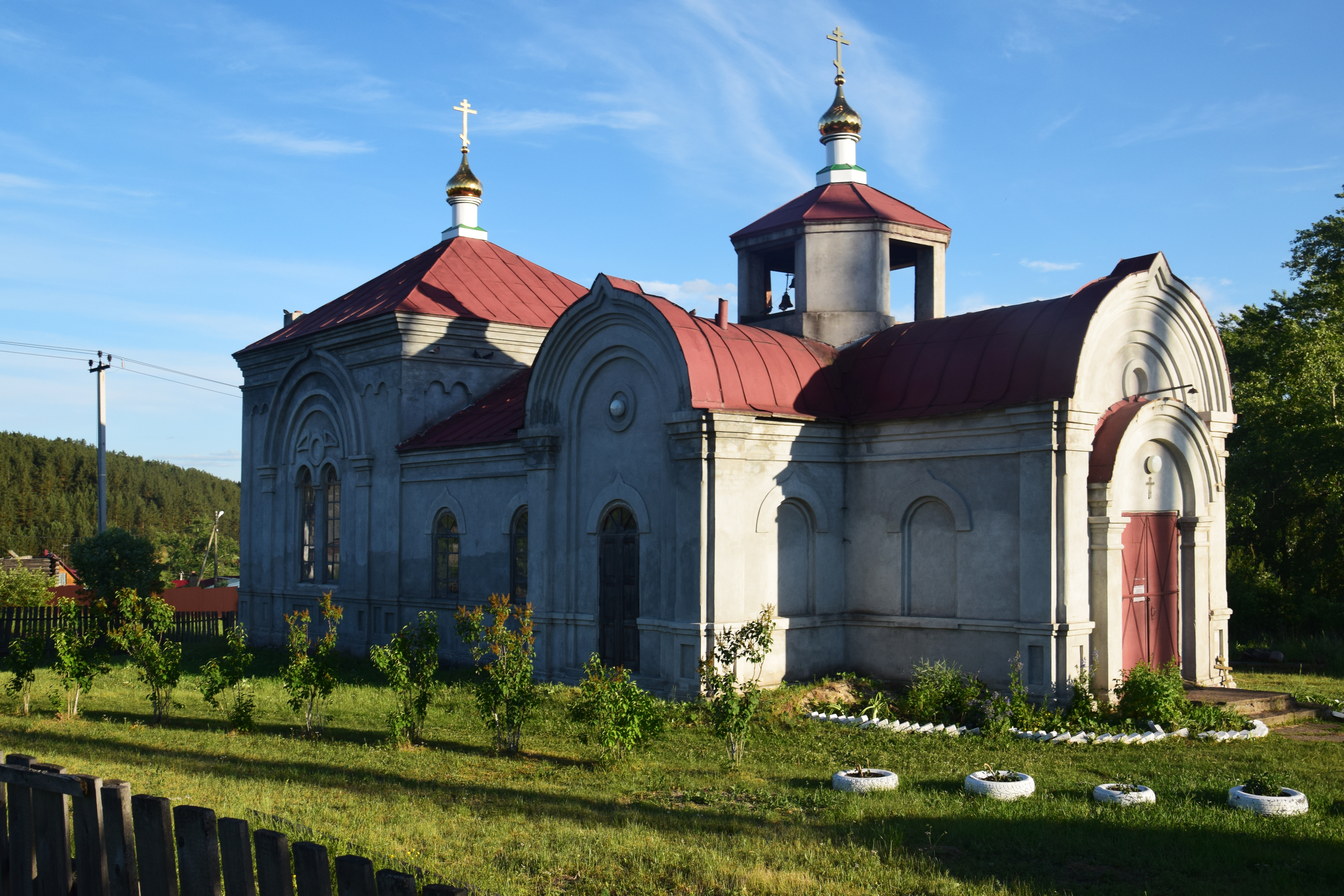
Церковь Симеона Верхотурского в селе Колюткино Свердловской области, построенная на деньги Жиряковых

Василий Саввич Жиряков (20 февраля [3 марта] 1836, Шадринск, Пермская губерния — 9 [22] декабря 1911, Екатеринбург, Пермская губерния) — русский купец 1-й гильдии, потомственный почётный гражданин (с 1897), владелец мукомольных и прядильных фабрик на Урале.

## Биография
Василий Жиряков родился 20 февраля (3 марта) 1836 года в городе Шадринске Шадринского уезда Пермской губернии, ныне город областного подчинения Курганской области.
По данным ревизской сказки г. Шадринска 1834 года Жиряковы там ещё не проживали. В 1839 году его дед, Фёдор Николаевич Жиряков уже был Шадринским 3-й гильдии купцом. Он торговал скотом. Отец Василия Саввича, Савва Фёдорович Жиряков, вел ещё более обширную торговлю скотом, только купцам Крестовниковым поставлял до 100 тысяч голов скота ежегодно.  Кроме того, владел несколькими салотопенными заводами.  Разбогатев, Савва Федорович приобрёл дом на Главном проспекте Екатеринбурга и числился купцом 1-й гильдии. В дополнение к скототорговле в 1862 году Савва Федорович построил мукомольную мельницу на окраине села Колюткино Логиновской волости Екатеринбургского уезда (ныне Белоярский городской округ Свердловской области) и поручил сыну Василию Саввичу управлять ей.
В 1883 году В. С. Жиряков полностью перестроил Колюткинскую мельницу по проекту фирмы «Антон Эрлангер и Ко», первым в России заменив жернова вальцовыми станками. Также он построил ещё одну мельницу в деревне Кодинке Щербаковской волости Камышловского уезда.
В 1889 году начал строительство в Колюткино небольшой льнопрядильно-ткацкой фабрики, выпускавшей в основном мешки для муки. Мешки были очень востребованы не только на его собственных, но и на остальных уральских мельницах, так как на тот момент он был единственным производителем на Урале. Убедившись в высоком спросе, затеял строительство второй прядильной фабрики в селе Черноусово Логиновской волости Екатеринбургского уезда и в ноябре 1897 года запустил её.
Тогда же, в 1897 году, стал потомственным почётным гражданином.
Открыл в Екатеринбурге мучной магазин (теперь на ул. 8 Марта), а в дальнейшем, в период развития мешочных фабрик, открыл на «Загородней» улице (раньше эти улицы были номерные- «Загородная 1-я-сейчас это Фурманова, 2-я-Фрунзе, 3-я-Шмидта, 4-я-Щорса, вот наверное на одной из них) магазин «колониальных» товаров (гастроном).
Построил в Колюткино часовню Симеона Верхотурского, в 1914—1916 годах была построена церковь Симеона Верхотурского, в 1930 году закрыта, в 1990 вновь освящена.
Построил в Черноусово дом, ныне в нём располагается Черноусовский детский сад «Улыбка».

### Поджог Черноусовской фабрики
Черноусовская фабрика строилась в условиях нехватки оборотных средств и потому там было сэкономлено на всем — куплено изношенное оборудование, здания строились почти без раствора. Частые поломки оборудования, подтопления из-за чрезмерной близости к реке, и появление в 1899 году конкурента — фабрики купцов Макаровых в Екатеринбурге — привели к глубокой убыточности производства. В 1900 году убыток составил 23 485 рублей. Попытки исправить ситуацию ничего не дали и тогда возникла идея сжечь убыточную фабрику для получения страховки. Фабрика, как и остальные предприятия Жирякова, была уже застрахована в Первом российском страховом обществе. Василий Саввич договорился об увеличении суммы страхового возмещения, рассказав страховым клеркам про сон с крысами, покидавшими фабрику.
За организацию поджога взялся старший сын Василия, Сергей, которому было на тот момент 24 года. За 3000 рублей он нанял помощника управляющего фабрики Павла Григорьевича Балдина, чтобы тот организовал поджог. А тот за 500 рублей нанял исполнителя – Ефима Клементьевича Бодрова. Затем Балдин распорядился протереть потолки предприятия керосином, якобы от плесени, и развесить пряжу для просушки над турбинным отделением. В праздники всех рабочих распустили по домам. Ефим Бодров поджёг пряжу, которая сушилась в помещении фабрики, стараясь сымитировать ее самовозгорание. В ночь с 11 (24) марта 1900 года на 12 (25) марта 1900 года фабрика сгорела. Страховая выплатила 397 тысяч рублей и это позволило стабилизировать финансовое положение Жиряковых.
Сплетни Бодрова про умышленный поджог ползли по деревне, он был арестован и на первом же допросе рассказал, как всё было. Следствие продолжалось с 8 (21) мая 1902 года по 1 (14) мая 1903 года, к следствию привлечено было 164 человека.  Судебный процесс был в апреле-мае 1903 года, обвиняемыми стали Бодров, Балдин, отец и сын Жиряковы. Защитником Жиряковых был известный адвокат Николай Платонович Карабчевский. По итогам процесса Василий Саввич был полностью оправдан, Е.К. Бодров получил 4 года арестантских рот, П.Г. Балдин и С.В. Жиряков по 5 лет.
Поскольку к самому Жирякову страховая не могла предъявить претензии, то вся выплаченная сумма пошла в дело, Черноусовская фабрика была восстановлена, производство на мукомольных предприятиях было расширено. В годы I Мировой войны фабрика получала большую прибыль от производства мешков и брезента для фронта. В 2000-е Черноусовскую шпагатную фабрику им. В.П. Ногина перепрофилировали под производство средств гигиены – «Фабрика Чистоты», которая закрылась в 2012 году.
Потомственный почётный гражданин Василий Саввич Жиряков умер 9 (22) декабря 1911 года в городе Екатеринбурге Екатеринбургского уезда Пермской губернии, ныне город — административный центр Свердловской области.
После смерти Василия Саввича в 1911 году наследники (вдова и четверо детей, а также зять инженер-технолог Александр Владимирович Хряпин и екатеринбургский мещанин Федор Агафонович Ладыгин) основали в Екатеринбурге товарищество с названием «Торговый дом «Василий Саввич Жиряков».

## Награды
- Потомственный почётный гражданин, 1897 год
- Большая серебряная медаль, Сибирско-Уральская научно-промышленная выставка, 1887 год

## Семья
- Дед Фёдор Николаевич Жиряков, шадринский купец. 
Бабушка Афанасия Тимофеевна (урожд. Вагина, из купеческой семьи).
  - Отец Савва Фёдорович Жиряков (?—1877), шадринский купец 1-й гильдии ( с 1871), временный екатеринбургский купец 3–й гильдии (с 1862).
Мать Ефросинья Тихоновна (ок. 1813 – 7 (19) марта 1897 года), племянница купца Никифора Александровича Грачёва, владельца кожевенного завода, мастерских по ремонту и изготовлению оборудования для мельниц и нескольких мельниц[8].
    - Брат Николай Саввич, построил салотопню в селе Уктус Екатеринбургского уезда. Бросил подругу в салотопный котёл, за что был сослан в каторжные работы.
    - Брат Михаил Саввич. На его имя в 1880 году была заявлена золотосодержащая местность в Уткинской даче, примерно в одной версте от Уткинской Слободы на р.Чусовой, в 1882 году вышло распоряжение Окружного инженера об отводе прииска, но в 1884 году прииск числится в ведомости золотым приискам, зачисленных в казну по непринятию отводов в двухгодичный срок.
    - Сестра Антонина Саввишна (1845/46—9 (21) апреля 1871 года), была замужем
    - Василий Саввич
Жена — Надежда Константиновна, дочь умершего казанского купца Константина Степанова Коренева. Венчались 7 (19) июня 1867 года
      - Дочь Юлия (ок. 1875—?), её муж потомственный дворянин Владимир Геннадиев Ярутин, венчались 27 апреля (9 мая)  1894 года в Екатериниском приходе г. Екатеринбурга.
      - Сын Сергей (1876—?). В 1919 году, перед приходом Красной армии уехал из Черноусово.
      - Дочь Александра, замужем за Александром Владимировичем Хряпиным, инженером, строителем и управляющим Черноусовской прядильной фабрики. В 1919 году, перед приходом Красной армии уехала из Черноусово.
      - Сын Владимир (13 (25) августа 1879 года, Шадринск — 1927/28, Свердловск). С 1925 года был агентом в Уральской областной государственной импортно–экспортной торговой конторе «Уралгосторг» пушно–сырьевого отдела в городе Красноуфимске, в 1927 году работал в «Сельмаше» (Свердловск). Жена Елизавета Михайловна, дочь Мария (23 апреля (6 мая)  1906 года — ?, её муж - Борис Химикус). Есть потомки.
      - Дочь Надежда, была учительницей 2–ой женской гимназии г. Екатеринбурга.
      - Сын  Михаил (2 (14) июля 1888 года, Екатеринбург — ?). Жена Мария Николаева Потапова из г. Лаишева Казанской губернии, венчались в мае 1919 года в Екатерининском приходе г. Екатеринбурга.

  - Дядя Иван Фёдорович Жиряков, купец.
    - Двоюродный брат Николай Иванович Жиряков, купец, имел две водяных мукомольных мельницы на р. Барные при д. Осокиной, арендовал на 20 лет с 1871 года.